# Nhà nước có chủ quyền Aeterna Lucina
Aeterna Lucina, tên chính thức Nhà nước có chủ quyền Aeterna Lucina (tiếng Anh: Sovereign State of Aeterna Lucina, còn được gọi là Nhà nước truyền giáo nhân đạo có chủ quyền Aeterna Lucina) là một vi quốc gia ở Australia. Nó được thành lập vào năm 1978, và tiếp tục tồn tại cho đến khi lãnh đạo của nó qua đời.

## Lịch sử
Người sáng lập và "Chúa tể tối cao" của Aeterna Lucina là Paul Neuman, một người di cư từ Đức, người đã đổi tên của mình bằng cuộc thăm dò ý kiến thành Paul Baron Neuman. Ông đã thành lập nó khi sống ở Byron Bay, và sau đó chuyển sang Curl Curl ở Sydney, và cuối cùng là Cooma. Ông tuyên bố đã nhận được danh hiệu Nam tước Neuman của Kara Bagh từ cựu vương bị lưu đày Hassan III của Afghanistan và cũng tuyên bố đã được trao hàng trăm danh hiệu khác, bao gồm các giáo sư, Tiến sĩ Triết học và bằng cấp về thần thánh. Ông đã bán ít nhất một "tước hầu".

## Kinh tế
Aeterna Lucina đã gây chú ý trong năm 1990 khi Neuman đối mặt với cáo buộc gian lận trong hệ thống tòa án New South Wales liên quan đến tội bán đất. Vụ án liên quan đến 144.000 đô la Úc và cuối cùng đã kết thúc vào năm 1992.